# نومکانی
نومَکانی در اصطلاح مردم‌شناسی یعنی گزینش زیستگاه جدید برای یک زوج جوان که نه به خانواده زن و نه به خانواده شوهر وابستگی فیزیکی یا نزدیکی خاصی داشته‌باشد.
نومکانی نشانهٔ خانواده هسته‌ای است.
برابرهای اروپایی این واژه از قرن بیستم در زبان‌های اروپایی رایج شد.